# Moffenzeef

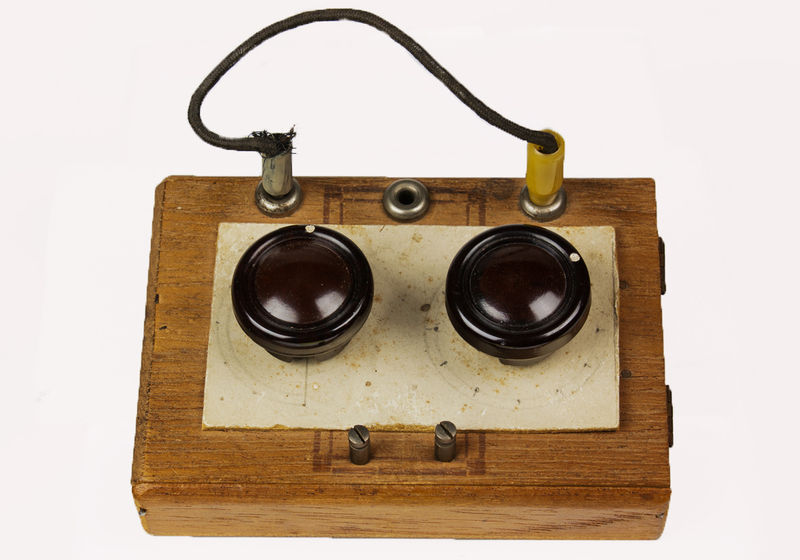
Moffenzeven werden gebruikt om stoorsignalen te elimineren om zo naar Radio Oranje te kunnen luisteren.

Moffenzeven of germanenfilters zijn apparaten die in de Tweede Wereldoorlog vanaf 1942 werden gebruikt om de stoorsignalen van de Duitse bezetters te elimineren en zo te kunnen luisteren naar de geallieerde radio, waaronder Radio Oranje.

## Constructie
Er bestonden uiteenlopende varianten volgens minstens drie werkingsprincipes. Een richtantenne buitenshuis was het meest effectief, maar riskant omdat de ontvanger niet ver weg kon zijn. Een richtantenne in de vorm van een raamantenne was bovendien lastig te verbergen. J. Verhagen combineerde zo'n raamwerk met een passieve antenne. Door de uitvoering als lus was deze constructie alleen gevoelig voor de magnetische component van de elektromagnetische straling.
Het verzetsblad De Wervelwind publiceerde in mei 1942 een zeef met een heel andere werking. Weer een ander type was van ondernemer Erik Schaaper en Jan Corver: een zeef die tussen de antenne en de antenne-ingang van het radiotoestel gezet werd. Het apparaat bestaat uit een spoel en een variabele weerstand (potentiometer) en een variabele condensator. In het midden van de spoel zit een aftakking die verbonden is met de antenne-ingang van de radio en de loper van de potentiometer. Het ene eind van de spoel wordt met een antenne verbonden. Volgens Jan Corver was een oost-west gerichte gordijnroe geschikt als hoofdantenne. Aan het andere eind van de spoel kwam een tweede antenne, bijvoorbeeld een kachelplaat of de gehele kachel zelf. Het zorgvuldig afstellen van de condensator en potentiometer resulteerde in een veel minder gestoorde ontvangst, omdat het stoorsignaal werd uitgefilterd.
In 1969 beschreef Erik Schaaper onder het motto 'Opa Vertelt' het gebruik van zijn moffenzeef in detail:
De antennedraad werd in een jampotje met water gestopt; als aardleiding diende het snoer van de stofzuiger, met de stofzuiger eraan. Pa wandelde met de stofzuiger door het huis; Ma met het jampotje, soms afgewisseld met het strijkijzer. En het ging. Bij een zeer bepaalde positie hoorden ze: “Hier is Londen”. “Nonsens” zei Opa, toen ze het hem vertelden. En bij de buurman ging het inderdaad niet. De volgende dag hetzelfde verhaal. “Stik”, zei Opa toen. Dat moesten amplituden en phasen zijn die elkaar konden opheffen. En dus werd er gemodderd met zelfinducties, condensatoren en weerstanden, met twee antennes, tot je een behoorlijk regelbereik aan alle kanten had. En het werd bijna bedrijfszeker.

## Collecties
Intacte moffenzeven zijn in de 21e eeuw schaars en in 2025 werd een goed exemplaar met een raamantenne toegevoegd aan de collectie van het Verzetsmuseum Amsterdam. Het had verstopt gezeten in het plafond van een woning. Onder verzamelaars zijn ook onderdelen en schema's gewild.